# بليز متريويلي
بليز فلورنس ميتريويلي (الإنجليزية: Blaise Florence Metreweli) CMG (ولدت في j 30 يوليو 1977  ) هي موظفة حكومية بريطانية ومدير عام قسم التكنولوجيا والابتكار في جهاز المخابرات البريطاني MI6. ومن المقرر أن تتولى منصب رئيس جهاز الاستخبارات السرية ("C") في 1 أكتوبر 2025، بعد تقاعد السير ريتشارد مور من الجهاز. وعند توليها منصبها، ستصبح أول امرأة تتولى رئاسة جهاز الاستخبارات البريطاني.

## الحياة المبكرة والتعليم

### العائلة
وُلِدت بليز فلورنس ميتريويلي في
جدها لأبيها، قسطنطين دوبروفولسكي، المولود في محافظة تشيرنيغوف، روسيا عام 1906، انشق عن الجيش الأحمر عام 1941 وأصبح فيما بعد متعاون مع النازيين ومجرم حرب محتمل يُعرف باسم "الجزار"، "المخبر الرئيسي" للنازيين في تشيرنيغوف.
والدها، قسطنطين ميتريويلي، الذي ولد باسم قسطنطين دوبروفولسكي في سنوفسك في جمهورية أوكرانيا السوفيتية الاشتراكية المحتلة من قبل النازيين عام 1943، هو طبيب وأخصائي أشعة، وكان رئيس قسم الأشعة التشخيصية في الجامعة الصينية في هونج كونج. كما تدرب في الجيش البريطاني، وأجرى تدريب طبي في الرياض بين عامي 1982 - 1985. قضت ميتريويلي وإخوتها جزء من طفولتهم في هونج كونج. اللقب الذي أخذه قسطنطين ميتريويلي من زوج أمه هو من أصل جورجي.

### التعليم
التحقت ميتريويلي بمدرسة وستمنستر، ثم درست الأنثروبولوجيا في جامعة كامبريدج، وتخرجت بدرجة البكالوريوس في الآداب من كلية بيمبروك عام 1998. في كامبريدج، كانت - إلى جانب الرياضيين الأولمبيين المستقبليين سارة وينكليس، وفرانسيسكا زينو، وأليسون موبراي - عضو في فريق القارب الأزرق لعام 1997 التابع لنادي قوارب السيدات بجامعة كامبريدج والذي فاز بسباق قوارب السيدات في ذلك العام.
في الانشطة الاجتماعية تشارك ميتريويلي في سباقات التجديف الرئيسية، في سباقات القوارب الشراعية المخضرمة لعامي 2024 و2025 بين أكسفورد وكامبريدج.

## الحياة المهنية
انضمت ميتريويلي إلى جهاز الاستخبارات البريطانية MI6 عام 1999، و"قضت معظم حياتها المهنية المبكرة في الشرق الأوسط، في وقت كانت فيه بريطانيا متورطة عسكريًا في أفغانستان والعراق". منذ ذلك الوقت، عملت بشكل مستمر كضابط استخبارات،  بما في ذلك أدوار على مستوى المدير في المكتب الخامس. وتضمنت أدوار ميتريويلي في مجال الاستخبارات أدوار عليا في الشرق الأوسط تركز على مكافحة الإرهاب، وقد تطلبت منها معالجة التهديدات التي تواجهها الدولة على خلفية قضايا جيوسياسية معقدة، بما في ذلك المراقبة البيومترية الصينية والهجمات الإلكترونية التي تشنها روسيا. ما بين عامي 2000 - 2003 كان متريولي السكرتير الثاني للشؤون الاقتصادية في دبي، لدى وزارة الخارجية وشؤون الكومنولث.
خلال مسيرتها المهنية، أجرت ميتريويلي مقابلات صحفية: مع صحيفة التلغراف عام 2021 (تحت الاسم الرمزي "المدير ك")، ومع صحيفة فاينانشال تايمز في عام 2022 (تحت الاسم المستعار "آدا").  اعتبارًا من ديسمبر 2021 كانت في مهمة مؤقتة كرئيسة لمكافحة التجسس في الدول المعادية ("المديرة ك") لدى جهاز المخابرات البريطاني. اعتبارًا من يونيو 2025 كانت ميتريويلي مدير عام للتكنولوجيا والابتكار ("Q") في جهاز الاستخبارات البريطاني MI6، في ذلك الوقت، وللمرة الأولى، كان ثلاثة من المديرين العامين الأربعة لجهاز الاستخبارات البريطاني MI6 من النساء.
في يونيو 2025، تم الإعلان عن ميتريويلي باعتباره الرئيس التالي لجهاز الاستخبارات السرية (MI6)، خلفًا للسير ريتشارد مور عندما يتقاعد في خريف عام 2025.  وستتولى منصبها في سبتمبر أو أكتوبر 2025. كان هناك أربعة مرشحين لمنصب رئيس جهاز الاستخبارات الخارجية البريطاني MI6، ثلاثة منهم من وكالات الاستخبارات البريطانية، وباربرا وودوارد من وزارة الخارجية. ميتريويلي ستكون أول امرأة ترأس جهاز الاستخبارات البريطاني MI6، والمعروفة بـ "C". وباعتبارها رئيسة جهاز الاستخبارات البريطانية MI6، فإنها ستصبح العضو الوحيد المعلن عن اسمه في الخدمة.  ستكون ثالث رئيسة تدرس في كلية بيمبروك، كامبريدج.

## التكريم
تم تعيين ميتريويلي رفيقة في وسام القديس ميخائيل والقديس جورج في تكريمات عيد ميلاد الملك لعام 2024، حيث تم إدراجها كـ "المدير العام لوزارة الخارجية والكومنولث والتنمية " مع استشهاد "للخدمات المقدمة للسياسة الخارجية البريطانية".

## الحياة الشخصية
مترويلي تجيد اللغة العربية. لديها أشقاء،  وأطفال.